# Яна Мацурова
Яна Мацурова (чеськ. Jana Macurová; нар. 14 жовтня 1978) — колишня чеська тенісистка.
Найвищу одиночну позицію світового рейтингу — 276 місце досягла 8 вересня 1997, парну — 200 місце — 6 травня 1996 року.
Здобула 6 одиночних та 15 парних титулів туру ITF.
Завершила кар'єру 2004 року.

## Фінали ITF
| турніри $100,000        |
| $75,000/турніри $80,000 |
| турніри $50,000         |
| турніри $25,000         |
| турніри $10,000         |

### Одиночний розряд (6–9)
| Результат | Ранг | Дата           | Турнір                     | Покриття   | Суперниця                | Рахунок       |
| --------- | ---- | -------------- | -------------------------- | ---------- | ------------------------ | ------------- |
| Перемога  | 1.   | 23 липня 1995  | Торунь, Польща             | Ґрунт      | Зузана Лешенарова        | 6–2, 6–4      |
| Поразка   | 2.   | 13 серпня 1995 | Падерборн, Німеччина       | Ґрунт      | Івана Гаврлікова         | 3–6, 5–7      |
| Поразка   | 3.   | 27 серпня 1995 | Валашке Мезиржичі, Чехія   | Ґрунт      | Алена Вашкова            | 5–7, 7–5, 5–7 |
| Поразка   | 4.   | 9 жовтня 1995  | Бургдорф, Швейцарія        | Килим      | Гайке Томс               | 1–6, 6–3, 2–6 |
| Перемога  | 5.   | 16 жовтня 1995 | Лангенталь, Швейцарія      | Килим      | Рената Кохта             | 6–4, 7–6(3)   |
| Поразка   | 6.   | 18 лютого 1996 | Шеффілд, Велика Британія   | Тверде (i) | Євгенія Куликовська      | 2–6, 3–6      |
| Поразка   | 7.   | 28 квітня 1996 | Барі, Італія               | Ґрунт      | Антонелла Серра-Дзанетті | 6-3, 2-6, 5-7 |
| Поразка   | 8.   | 8 грудня 1996  | Вітковиці (Острава), Чехія | Килим (i)  | Квета Пешке              | 2–6, 3–6      |
| Перемога  | 9.   | 11 травня 1997 | Нітра, Словаччина          | Ґрунт      | Анна Бєлень-Жарська      | 6–4, 4–6, 6–3 |
| Перемога  | 10.  | 18 травня 1997 | Пряшів, Словаччина         | Ґрунт      | Яна Ондроухова           | 2-6, 6-2, 6-3 |
| Поразка   | 11.  | 10 серпня 1997 | Падерборн, Німеччина       | Ґрунт      | Їтка Схенфельдова        | 1–6, 6–7(3)   |
| Перемога  | 12.  | 27 липня 1998  | Торунь, Польща             | Ґрунт      | Корнелія Ґрюнес          | 3–6, 6–4, 6–1 |
| Перемога  | 13.  | 28 травня 2001 | Докси (Чеська Липа), Чехія | Ґрунт      | Гана Шромова             | 6–2, 4–6, 6–3 |
| Поразка   | 14.  | 2 вересня 2001 | Бухарест, Румунія          | Ґрунт      | Антонела Война           | 6-3, 2-6, 2-6 |
| Поразка   | 15.  | 14 липня 2002  | Торунь, Польща             | Ґрунт      | Марія Коритцева          | 3–6, 0–6      |

### Парний розряд (15–15)
| Результат | Ранг | Дата              | Турнір                           | Покриття   | Партнерка          | Суперниці                                | Рахунок          |
| --------- | ---- | ----------------- | -------------------------------- | ---------- | ------------------ | ---------------------------------------- | ---------------- |
| Поразка   | 1.   | 17 липня 1995     | Торунь, Польща                   | Ґрунт      | Мілена Неквапілова | Моніка Машталіржова Наталія Немчинова    | 3–6, 6–7(2)      |
| Поразка   | 2.   | 21 серпня 1995    | Валашке Мезиржичі, Чехія         | Ґрунт      | Ольга Виметалкова  | Алена Гаврлікова Яна Лубасова            | 6–7(2), 3–6      |
| Перемога  | 3.   | 9 жовтня 1995     | Бургдорф, Швейцарія              | Килим (i)  | Ольга Виметалкова  | Деббі Гак Мартіне Воссенберґ             | 6–1, 6–3         |
| Перемога  | 4.   | 16 жовтня 1995    | Лангенталь, Швейцарія            | Килим (i)  | Ольга Виметалкова  | Деббі Гак Крістін Осмонд                 | 5–7, 6–4, 6–3    |
| Поразка   | 5.   | 13 листопада 1995 | Нойштадт-ан-дер-Донау, Німеччина | Килим (i)  | Ольга Виметалкова  | Ева Меліхарова Гелена Вілдова            | 5–7, 3–6         |
| Перемога  | 6.   | 22 квітня 1996    | Барі, Італія                     | Ґрунт      | Ольга Виметалкова  | Германа ді Натале Андрея Ехрітт-Ванк     | 6–4, 4–6, 7–5    |
| Поразка   | 7.   | 5 серпня 1996     | Будапешт, Угорщина               | Ґрунт      | Квета Пешке        | Зіна Шрайбер Фружина Сіклосі             | 2–6, 1–6         |
| Поразка   | 8.   | 3 березня 1997    | Бухен, Німеччина                 | Ґрунт      | Ольга Виметалкова  | ніна Дуебберс Ліза Фріц                  | 7–5, 3–6, 4–6    |
| Перемога  | 9.   | 5 травня 1997     | Нітра, Словаччина                | Ґрунт      | Ольга Виметалкова  | Андреа Шебова Габріела Волекова          | 6–0, 0–6, 7–6(4) |
| Поразка   | 10.  | 12 травня 1997    | Пряшів, Словаччина               | Ґрунт      | Ольга Виметалкова  | Мілена Неквапілова Гана Шромова          | 6–2, 4–6, 2–6    |
| Перемога  | 11.  | 14 червня 1997    | Кендзежин-Козьле, Польща         | Ґрунт      | Мілена Неквапілова | Лібуше Прушова Зузана Прушова            | 6–4, 6–2         |
| Перемога  | 12.  | 16 червня 1997    | Докси (Чеська Липа), Чехія       | Ґрунт      | Габріела Хмелінова | Катержина Крупова-Шишкова Яна Ондроухова | 6–2, 6–2         |
| Перемога  | 13.  | 7 липня 1997      | Ф'юмічіно, Італія                | Ґрунт      | Зузана Гейдова     | Софія Фінер Анна Лінкова                 | 6–1, 6–1         |
| Поразка   | 14.  | 2 листопада 1997  | Стокгольм, Швеція                | Тверде (i) | Ольга Виметалкова  | Анніка Ліндстедт Анна-Карін Свенссон     | 6–3, 5–7, 3–6    |
| Поразка   | 15.  | 30 березня 1998   | Афіни, Греція                    | Ґрунт      | Габріела Хмелінова | Мілена Неквапілова Гана Шромова          | 3–6, 5–7         |
| Перемога  | 16.  | 27 липня 1998     | Торунь, Польща                   | Ґрунт      | Ольга Виметалкова  | Габріела Хмелінова Петра Плачкова        | 7–6(2), 6–0      |
| Перемога  | 17.  | 24 серпня 1998    | Пльзень, Чехія                   | Ґрунт      | Ольга Виметалкова  | Габріела Хмелінова Вероніка Раймрова     | 1–6, 6–2, 6–1    |
| Перемога  | 18.  | 30 серпня 1999    | Задар, Хорватія                  | Ґрунт      | Ольга Виметалкова  | Наташа Ґалауза Мара Сантанджело          | 6–1, 6–3         |
| Поразка   | 19.  | 25 жовтня 1999    | Мінськ, Білорусь                 | Килим (i)  | Габріела Хмелінова | Тетяна Пучек Марина Стець                | 4–6, 2–6         |
| Перемога  | 20.  | 7 лютого 2000     | Майорка, Іспанія                 | Ґрунт      | Габріела Хмелінова | Алена Пауленкова Андреа Шебова           | 6–2, 6–1         |
| Поразка   | 21.  | 3 червня 2000     | Докси (Чеська Липа), Чехія       | Ґрунт      | Мілена Неквапілова | Андреа Плачкова Павліна Шлітрова         | 3–6, 4–6         |
| Поразка   | 22.  | 5 червня 2000     | Вадуц, Ліхтенштейн               | Ґрунт      | Зузана Гейдова     | Рева Гадсон Шеллі Стефенс                | 2–6, 6–2, 2–6    |
| Поразка   | 23.  | 31 липня 2000     | Торунь, Польща                   | Ґрунт      | Габріела Хмелінова | Івета Бенешова Ленка Новотна             | 1–6, 4–6         |
| Перемога  | 24.  | 29 квітня 2002    | Дубровник, Хорватія              | Ґрунт      | Бланка Кумбарова   | Мелісса Дауз Лінда Смоленакова           | 1–6, 6–4, 6–4    |
| Поразка   | 25.  | 30 липня 2002     | Бад-Заульгау, Німеччина          | Ґрунт      | Ленка Новотна      | Габріела Хмелінова Бланка Кумбарова      | 2–6, 0–6         |
| Перемога  | 26.  | 29 вересня 2002   | Тренчанське Теплиці, Словаччина  | Ґрунт      | Габріела Хмелінова | Мілена Неквапілова Гана Шромова          | 2–1 ret.         |
| Перемога  | 27.  | 13 жовтня 2002    | Макарська, Хорватія              | Ґрунт      | Ленка Новотна      | Ана Тимотич Зузана Земенова              | 1–6, 6–3, 6–3    |
| Перемога  | 28.  | 21 квітня 2003    | Хвар, Хорватія                   | Ґрунт (i)  | Габріела Хмелінова | Іпек Шенолу Владіміра Угліржова          | 6–4, 3–6, 6–1    |
| Поразка   | 29.  | 28 квітня 2003    | Пула, Хорватія                   | Ґрунт      | Зузана Земенова    | Даніела Клеменшиц Сандра Клеменшиц       | 2–6, 2–6         |
| Поразка   | 30.  | 8 червня 2000     | Докси (Чеська Липа), Чехія       | Ґрунт      | Ленка Новотна      | Івета Герлова Луціє Кріґсманнова         | 5–7, 3–6         |